# Processo estocástico

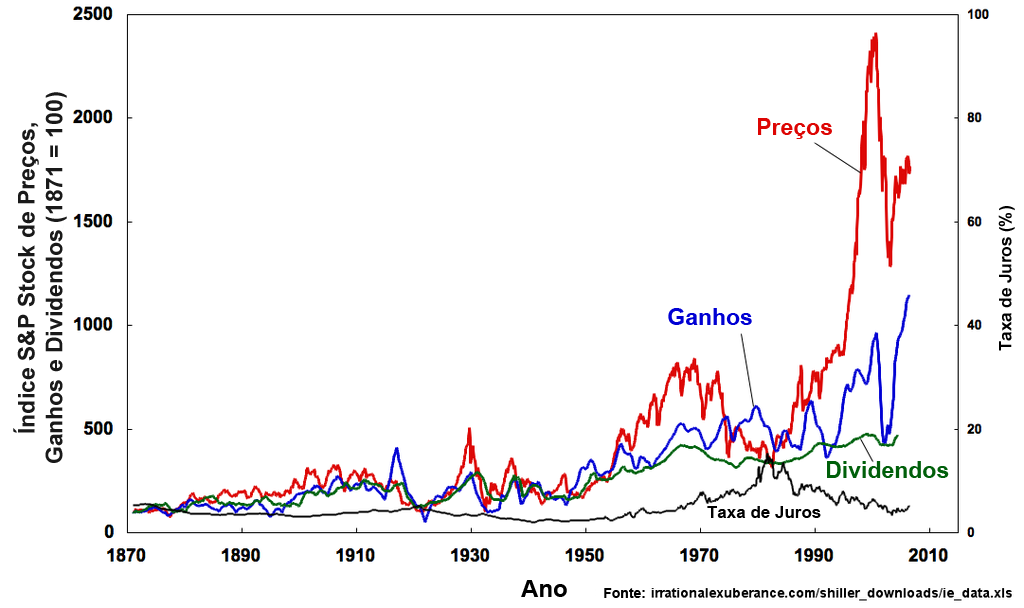
Flutuações nos mercados de ações podem ser modeladas por processos estocásticos.

Dentro da teoria das probabilidades, um processo estocástico é uma família de variáveis aleatórias representando a evolução de um sistema de valores com o tempo. É a contraparte probabilística de um processo determinístico. Ao invés de um processo que possui um único modo de evoluir, como nas soluções de equações diferenciais ordinárias, por exemplo, em um processo estocástico há uma indeterminação: mesmo que se conheça a condição inicial, existem várias, por vezes infinitas, direções nas quais o processo pode evoluir.
Em casos de tempo discreto, em oposição ao tempo contínuo, o processo estocástico é uma sequência de variáveis aleatórias, como por exemplo uma cadeia de Markov. As variáveis correspondentes aos diversos tempos podem ser completamente diferentes, o único requisito é que esses valores diferentes estejam todos no mesmo espaço, isto é, no contradomínio da função. Uma abordagem possível é modelar as variáveis aleatórias como funções aleatórias de um ou vários argumentos determinísticos, na maioria dos casos, em relação ao parâmetro do tempo. Apesar de os valores aleatórios de um processo estocástico em momentos diferentes parecerem variáveis aleatórias independentes, nas situações mais comuns, eles exibem uma complexa dependência estatística.
Exemplo de processos estocásticos incluem flutuações nos mercados de ações e nas taxas de câmbio, dados médicos como temperatura, pressão sanguínea e variações nos potenciais elétricos do cérebro registrados em um eletroencefalograma, fluxo turbulento de um líquido ou gás, variações no campo magnético da Terra, mudanças aleatórias no nível de sinais de rádio sintonizados na presença de distúrbios meteorológicos, flutuação da corrente em um circuito elétrico na presença de ruído térmico, movimentos aleatórios como o movimento Browniano ou passeios aleatórios, entre outros.
Uma generalização de um processo estocástico, o campo aleatório é definido ao permitir que as variáveis sejam parametrizadas por membros de um espaço topológico ao invés do tempo. Exemplos de campos aleatórios incluem imagens de estática, topografia, ondas de superfície e variações na composição de um material heterogêneo.
Mais genericamente, seguindo Kac e Nelson, qualquer tipo de evolução temporal, determinística ou essencialmente probabilística, que seja analisável em termos de probabilidade pode ser chamada de processo estocástico.

## Definição formal e propriedades básicas

### Definição
Dado um espaço de probabilidade {\displaystyle (\Omega ,{\mathcal {F}},P)} e um espaço mensurável {\displaystyle (S,\Sigma )},
um processo estocástico de valor S é um conjunto de variáveis aleatórias de valor S em {\displaystyle \Omega }, indexadas por um conjunto totalmente ordenado T ("tempo"). Isto é, um processo estocástico X é um conjunto
{\displaystyle \{X_{t}:t\in T\}}
onde cada {\displaystyle X_{t}} é uma  variável de aleatória de valor S em {\displaystyle \Omega }. O espaço S é então chamado de espaço de estados do processo.

### Distribuições de dimensões finitas
Seja X um processo estocástico de valor S. Para cada sequência finita de {\displaystyle T'=(t_{1},\ldots ,t_{k})\in T^{k}}, o k-ésimo {\displaystyle X_{T'}=(X_{t_{1}},X_{t_{2}},\ldots ,X_{t_{k}})}  é uma variável aleatória tendo valores em {\displaystyle S^{k}}. A distribuição {\displaystyle \mathbb {P} _{T'}(\cdot )=\mathbb {P} (X_{T'}^{-1}(\cdot ))} dessa variável aleatória é uma probabilidade medida em {\displaystyle S^{k}}. Isso é chamado uma distribuição finita de X.
Sob restrições topológicas adequadas, uma coleção “consistente” de distribuições de dimensões finitas pode ser usada para definir um processo estocástico.

## História
Estudos rigorosos sobre processos estocásticos começaram no final do Século XIX para ajudar a entender o mercado financeiro e o movimento Browniano. A primeira pessoa a descrever a matemática por trás do movimento Browniano foi Thorvald N. Thiele em um artigo sobre o método dos mínimos quadrados publicado em 1880. De modo independente, Louis Bachelier publicou em 1900 sua tese de PhD “A teoria da especulação”, em que ele apresenta uma análise estocástica dos mercados de ações e de opções. Albert Einstein, em um artigo de 1905, e Marian Smoluchowski, em 1906, trouxeram a solução do problema para a atenção dos físicos, apresentando-a como um modo indireto de confirmar a existência de átomos e moléculas. Suas equações descrevendo um movimento Browniano foram subsequentemente verificadas pelo trabalho experimental de Jean Baptiste Perrin em 1908.
Um trecho do artigo de Einstein descreve os fundamentos de um modelo estocástico:
"Claramente deve se assumir que cada partícula individual executa um movimento que é independente dos movimentos de todas as outras partículas, também deve se considerar que o movimento de uma mesma partícula em intervalos de tempo diferentes são processos independentes, contanto que esses intervalos de tempo escolhidos não sejam muito pequenos

Introduzimos um intervalo de tempo {\displaystyle \tau } em consideração, que é muito pequeno comparado com os intervalos de tempo observáveis, mas ainda assim grande o suficiente para que em dois intervalos de tempos sucessivos {\displaystyle \tau }, os movimentos executados pela partícula podem ser pensados como eventos que são independentes entre si.

## Construção
Na axiomatização da teoria da probabilidade por meio da teoria da medida, o problema é construir um sigma-álgebra de subconjuntos mensuráveis do espaço de todas as funções, e então colocar nele uma medida finita. Para isso, normalmente se utiliza um método chamado extensão de Kolmogorov.

### Extensão de Kolmogorov
A extensão de Kolmogorov diz que, assumindo que um espaço de probabilidade no espaço de todas as funções {\displaystyle f:X\to Y} existe, então ele pode ser usado para especificar a distribuição de probabilidade conjunta das variáveis aleatórias de dimensões finitas {\displaystyle f(x_{1}),\dots ,f(x_{n})}. Agora, a partir dessa distribuição de probabilidade n-dimensional se pode deduzir uma distribuição marginal (n − 1)-dimensional para {\displaystyle f(x_{1}),\dots ,f(x_{n-1})}. Note-se que a condição de compatibilidade óbvia, isto é, que a distribuição marginal esteja na mesma classe que a derivada de um processo estocástico completo, não é um requisito. Tal condição só se faz presente se, por exemplo, for um processo de Wiener, no qual as marginais são todas distribuições gaussianas de classe exponencial, mas não, em geral, para todos os processos estocásticos. Quando essa condição é expressa em termos de densidades de probabilidades, o resultado é chamado de equação de Chapman-Kolmogorov.
O teorema da extensão de Kolmogorov garante a existência de um processo estocástico com uma dada família de distribuições de probabilidade de dimensões finitas satisfazendo a condição de compatibilidade de Chapman-Kolmogorov.

### Separabilidade
Lembrando que na axiomatização de Kolmogorov, conjuntos mensuráveis são conjuntos que tem uma probabilidade, isto é, os conjuntos correspondem a questões sim/não que tem uma resposta probabilística.
A extensão de Kolmogorov começa ao declarer serem mensuráveis todos os conjuntos de funções onde uma quantidade finita de coordenadas {\displaystyle [f(x_{1}),\dots ,f(x_{n})]} são restringidas para um subconjunto mensurável de {\displaystyle Y_{n}}. Em outras palavras, se uma questão sim/não sobre f pode ser respondida olhando os valores de no máximo um número finito de coordenadas, então ele tem uma resposta probabilística.
Em teoria das medidas, se você tem um conjunto infinito contável de conjuntos mensuráveis, então a união e intersecção de todos eles é um conjunto mensurável. Para esses propósitos, isso significa que uma questão sim/não que dependa de diversas coordenadas contáveis tem uma resposta probabilística.
A extensão de Kolmogorov permite construir processos estocásticos com distribuições de dimensão finita com uma certa arbitrariedade. Além disso, qualquer questão que se possa fazer sobre uma sequência tem uma resposta probabilística quando questionado sobre uma sequência aleatória. Mas certas questões sobre funções em um domínio contínuo não tem uma resposta probabilística, por depender de uma quantidade incontável de valores da função. Diversos conceitos de cálculo são desse tipo, como continuidade e diferenciabilidade.
Uma solução para esse problema é exigir que o processo estocástico seja separável. Em outras palavras, que exista um conjunto contável de coordenadas {\displaystyle \{f(x_{i})\}} cujos valores determinam totalmente a função aleatória f.
O teorema da continuidade de Komlogorov garante que processos que satisfaçam certas restrições no momento dos seus incrementos terão modificações contínuas e são, portanto, separáveis.

## Filtração
Dado um espaço de probabilidade {\displaystyle (\Omega ,{\mathcal {F}},P)}, uma filtração é uma coleção crescente de sigma-álgebras em {\displaystyle \Omega }, {\displaystyle \{{\mathcal {F}}_{t},t\in T\}}, indexados por um conjunto totalmente ordenado {\displaystyle T}, e limitado acima por {\displaystyle {\mathcal {F}}}, ou seja, para s,t  {\displaystyle \in T} com s < t,
{\displaystyle {\mathcal {F}}_{s}\subseteq {\mathcal {F}}_{t}\subseteq {\mathcal {F}}}.
Um processo estocástico {\displaystyle X} no mesmo tempo dado {\displaystyle T} é dito como adaptado a filtração se, para cada t  {\displaystyle \in T}, {\displaystyle X_{t}} é {\displaystyle {\mathcal {F}}_{t}}-mensurável.

### Filtração natural
Dado um processo estocástico {\displaystyle X=\{X_{t}:t\in T\}}, a filtração natural para (ou induzida para) esse processo é a filtração na qual {\displaystyle {\mathcal {F}}_{t}} é gerado por todos os valores de {\displaystyle X_{s}} até o tempo s = t, isto é {\displaystyle {\mathcal {F}}_{t}=\sigma (\{X_{s}^{-1}(A):s\leq t,A\in \Sigma \})}.
Um processo estocástico é sempre adaptado à sua filtração natural.

## Classificação
Processos estocásticos podem ser classificados de acordo com a cardinalidade dos seus conjuntos indexados, normalmente interpretados como o tempo, e o espaço de estado.

### Tempo discreto e espaço de estado discreto
Se ambos {\displaystyle t} e {\displaystyle X_{t}} pertencerem a {\displaystyle \mathbb {N} }, o conjunto de números naturais, então temos modelos que levam a uma cadeia de Markov. Por exemplo:
(a) Se {\displaystyle X_{t}} significa o bit (0 ou 1) na posição {\displaystyle t} de uma sequência de bits transmitidos, então {\displaystyle X_{t}} pode ser modelado como uma cadeia de Markov de dois estados. Isso leva ao algoritmo de Viterbi, para correção de erros em transmissão de dados.
(b) Se {\displaystyle X_{t}} representa o genótipo combinado de um casal reprodutor na {\displaystyle t}-ésima geração em um modelo de endocruzamento, pode se mostrar que a proporção de indivíduos heterozigóticos na população se aproxima de zero quando {\displaystyle t} tende ao ∞.

### Tempo contínuo e espaço de estado contínuo
O paradigma de processo estocástico contínuo é o do processo de Wiener. Na sua forma original o problema tratava de uma partícula flutuando em uma superfície líquida, recebendo “impulsos” das moléculas do líquido. A partícula é então vista como sendo sujeito a forças aleatórias que, uma vez que as moléculas são muito pequenas e próximas, é tratado como contínuo, e como a partícula está restrita à superfície do líquido pela tensão superficial, é em cada ponto do tempo um vetor paralelo à superfície. Assim, a força aleatória é descrita por um processo estocástico de dois componentes. Duas variáveis aleatórias de valores reais estão associadas a cada ponto do conjunto indexado, o tempo, com o domínio das duas variáveis aleatórias sendo R, dando os componentes x e y da força (notando que uma vez que o líquido é visto como homogêneo, a força é independente das coordenadas espaciais). Um tratamento de movimento Browniano normalmente também inclui o efeito da viscosidade, resultando em uma equação de movimento conhecida como equação de Langevin.

### Tempo discreto e espaço de estado contínuo
Se o conjunto indexado do processo é N (os números naturais), e a imagem é R (os números reais), existem questões sobre a sequência de amostras de um processo {Xi}i ∈ N, onde uma amostra é {Xi(ω)}i ∈ N.
1. Qual é a probabilidade de que cada sequência de amostras é limitada? bounded?
2. Qual a probabilidade de que cada sequência de amostras é monotônica?
3. Qual a probabilidade de que cada sequência de amostras tem um limite conforme o índice tende ao ∞?
4. Qual a probabilidade de que a série obtida de uma sequência de amostras de {\displaystyle f(i)} convirja?
5. Qual é a distribuição de probabilidade da soma?

As principais aplicações de modelos estocásticos de tempo discreto e estado contínuo incluem Monte Carlo via cadeia de Markov (MCMC) e a análise de séries temporais.

### Tempo contínuo e espaço de estado discreto
De maneira similar, se o espaço indexado I é um intervalo finito ou infinito, se pode perguntar sobre os percursos da amostra {Xt(ω)}t  ∈ I
1. Qual a probabilidade de que ele seja limitado ou integrável?
2. Qual a probabilidade de que tenha um limite no ∞?
3. Qual a distribuição de probabilidade da integral?